# 엘프리데 옐리네크
엘프리데 옐리네크(Elfriede Jelinek[ˀɛlˈfʀiːdɛ ˈjɛlinɛk], 1946년 10월 20일 ~ )는 오스트리아의 슈타이어마르크주, 뮈르츠추슐라크(Mürzzuschlag) 출신인 페미니스트 성향의 극작가이자 소설가이다. 2004년 노벨 문학상을 수상했다.

## 수상 경력
- 1986, 하인리히 뵐 문학상
- 1987, 슈타이어마르크주 문학상
- 2002, 하인리히 하이네상
- 2002, 베를린 연극상
- 2004, 노벨 문학상

## 작품
- 1967. 시집『Lisas Schatten, 리자의 그림자』로 데뷔
- 1970. 소설『Wir Sind Lockvogel Baby, 우리는 미끼새들이다』
- 1972. 소설『Michael, 미하엘』
- 1975. 소설『Die Liebhaberinnen, 연인들』
- 1980. 소설『Die Ausgesperrten,내쫓긴 자들』
- 1983. 소설『Die Klavierspielerin, 피아노 치는 여자』
- 1985. 산문『Oh Wildnis, oh Schutz vor ihr, 오 자연이여 그로부터 도피여』
- 1990. 소설『Lust, 욕망』
- 1995. 소설『Die Kinder der Toten, 죽은 자의 아이들』
- 2000. 소설『Gier, 탐욕』
- 2007/8. 인터넷 소설 『Neid, 시기』

## 경력
아버지는 유대・체코계의 화학자로, 어머니는 빈의 부유층의 출신의 로마 가톨릭교회 신자였다. 김나지움 시절부터 빈 시립 음악원에 다녀, 파이프 오르간, 피아노, 리코더를 배운다. 빈 대학에서 미술사학과 음악사학, 연극학을 전공해, 재학 중의 1967년에 시집을 출판. 동년 대학을 중퇴해 작가 활동을 개시한다. 한편 음악학교는 계속하고 있으며, 1971년에 오르간 연주자 국가 시험에 합격해 졸업하고 있다.
활동은 소설, 극작, 수필, 번역, 라디오 드라마와 영화 시나리오 등 다양하다. 1974년부터 1991년까지 공산당에 입당하고 있으며, 초기에는 막시즘 관점에서 문명 비판적인 작품이 많았으나, 후에 부권사회와 모국 오스트리아의 관리에 대한 규탄에 초점을 옮겨 갔다. 1998년 게오르크 뷔히너 수상을 비롯해 다수의 문학상을 수상한 세계적으로 높은 평가를 받고 있지만 과격한 성 묘사와 신랄한 자국 비판 등에서 오스트리아의 보수 단체는 "포르노 작가"등으로 비난에 노출되는 것도 많다.
1983년의 소설「피아노 치는 여자」는 미하엘 하네케에 의해 '피아니스트'로 영화화되어 2001년 칸 국제영화제에서 심사위원대상으로 선정되었다.

## 같이 보기
- 여자 노벨상 수상자 목록